# Første koncil i Nikæa
Det første koncil i Nikæa blev afholdt i 325 i Nikæa i Bithynien. Det var det første økumeniske koncil, hvor biskopper fra hele den kristne kirke var samlet. Koncilet blev sammenkaldt af kejser Konstantin. Han var selv ved at konvertere til kristendommen; akkurat hvor lang den proces var er genstand for debat. 
Koncilet blev indledt den 20. maj 325 og afsluttet den 25. juli. Den sidste dag blev 20-årsjubilæet for kejserens indsættelse fejret. 
Hovedtemaet for koncilet var arianismen. Tidligere lokale konciler havde også diskuteret kætterier, men koncilet i Nikæa markerer noget nyt; tidligere havde man bare vedtaget defensive tiltag, mens der nu fremkom en mere offensiv holdning. Man gik også mere i detaljer i teologiske spørgsmål end tidligere. I tillæg diskuterede man praktiske spørgsmål omkring fejringen af påske, forholdet til frafaldne kristne, gyldigheden af dåb foretaget af kættere og andre temaer.

## Diskussionstemaer

### Arianismen
Fædrene startede med indledende diskussioner om arianismen, og Arius selv var en af de ledende i dette. Da Konstantin ankom nogle dage senere, begyndte den første egentlige debat. Han gav nogle grundlæggende instruktioner og overlod derefter formuleringen af procedurer til en komité, han selv udpegede. Arbejdsmetoden, man valgte, fungerede, og efter at have været samlet i en måned vedtog fædrene 19. juni den nikænske trosbekendelse. Den blev ikke enstemmigt vedtaget, som det var forventeligt, netop fordi den er et klart brud med arianismen. 
I begyndelsen var der en hård kamp mellem de to sider, arianerne og de, som normalt kaldes de ortodokse (gr. rettroende). Eusebius af Cæsarea, allerede kendt som en stor taler og forsker, ledede arianernes fremlægning. Han gjorde stærkt indtryk på kejseren; senere skulle kejseren fremstå klart på de ortodokses side udadtil, men han beholdt tilsyneladende en del ariansk tankegang i sit private trosliv. Da det blev klart, at slaget var tabt for arianerne, begyndte Eusebius efterhånden at stille sig som mægler mellem fløjene. Dette var en af grundene til, at kejseren satte ham så højt og helt til sin død holdt sin beskyttende hånd over ham. Det var også en Eusebius, der på dødslejet døbte Konstantin. Det var dog ikke Eusebius af Casarea, men derimod Eusebius af Nikomedia, der i øvrigt var kendt som arianer.
Eusebius præsenterede en trosbekendelse for koncilfædrene. Han fortæller i sin kirkehistorie, at han måtte afsige en trosbekendelse, før koncilet begyndte på grund af sin tilknytning til arianerne, og at denne udgjorde kernen i det, han fremlagde senere. Der er meget, der tyder på, at dette ikke stemmer, og at det, som blev fremlagt under debatten, var en andens værk. Kejseren sluttede sig til forslaget, som var fremlagt, og dette blev vedtaget. Det var på dette tidspunkt klart, at de ortodokse udgjorde et flertal, og de kunne have fremlagt et mere radikalt forslag. I stedet nøjedes de med at tilføje nogle ekstra klausuler og forklaringer. 
Afslutningen på debatten skete, da den nikænske trosbekendelse blev vedtaget. Specielt vigtig i denne sammenhæng er formuleringen: af samme væsen som Faderen; i beskrivelsen af Jesus Kristus. Dette er klart rettet mod arianerne, som afviste doktrinen om treenigheden. Også formuleringen: født, ikke skabt; igen om Jesus Kristus, er vigtig; den imødegår arianernes doktrin om, at Jesus var et menneske skabt af Gud, og ikke en del af Gud som de ortodokse hævdede.
Arius og flere af hans støtter, deriblandt Eusebius af Nikomedia, blev ekskommunikeret. Eusebius af Cæsarea sluttede sig til vedtagelsen og undgik dermed ekskommunikation og eksil.

### Fejringen af påske
Efter den 19. juni blev spørgsmålet om datoen for den kristne påske bragt på bane. Der var opstået en forskel provinserne imellem i udregningen af, hvornår påsken skulle fejres. I Syrien, Kilikien og Mesopotamien brugte man den jødiske model, hvor påsken falder den fjortende dag i måneden nisan, som ifølge den jødiske kalender var datoen for korsfæstelsen (Joh 19,14). I  Alexandria og Rom valgte man i stedet at udregne den ud fra forårsjævndøgn. Omkring år 300 havde de fleste kirker tilknyttet sig den vestlige fejring, søndagen efter den jødiske påske, som lagde vægten på opstandelsen, der foregik på en søndag. Denne fest har sammenhæng med den jødiske påske (pessach), idet Jesu korsfæstelse og opstandelse foregik under fejringen af denne jødiske højtid.
Koncilet i Nikæa besluttede sig dog ikke for at fastholde en af de to løsningsmodeller, men vedtog en helt tredje.  Det blev besluttet, at biskoppen af Alexandria fik privilegiet at udregne, hvornår påsken skulle falde hvert år og så annoncere dette for de andre. Man vedtog altså bare en principiel metode og ikke en konkret udregningsmodel. Senere skulle dette føre til, at der igen opstod uenighed, så der i dag er forskel mellem Den ortodokse kirkes og Den katolske kirkes datoer for påsken (de protestantiske kirker beholdt efter reformationen den romerske udregningsmodel.

### Det melitianske skisma
Det melitianske skisma, som har navn efter biskop Meletius af Lykopolis (i Egypten) opstod, da biskop Peter af Alexandria havde fastlagt ordninger for genoptagelsen af dem, som var faldet fra den kristne tro under Diokletians forfølgelser. Meletius mente, at reglerne ikke var strenge nok, og dannede en bevægelse som brugte en strengere ordning. Da han ordinerede præster uden tilladelse, blev han ekskommunikeret. Efter en ny forfølgelse ved hvilken Peter af Alexandria led martyrdøden, grundlagde Meletius en skismatisk kirke. 
Vedtagelsen fra Nikæa var mild. Melitius blev ikke afsat, men bare suspenderet. Han kunne dermed fortsat tituleres som biskop, men havde ikke noget bispedømme. De melitianske præster blev optaget i kirken og underlagt Alexander af Alexandria. Dette blev dog en kortvarig løsning. Kun tre år senere, da Athanasius af Alexandria var blevet biskop i Alexandria, opfordrede Eusebius af Nikomedia melitianerne til igen at stifte deres egen kirke. Dette gjorde de, og det lykkedes dem tilsyneladende at overleve som et lille samfund indtil 700-tallet.

### Andre emner
Til sidst formulerede koncilet 20 kirkelove (dog er antallet omdiskuteret) også kaldet kanoner. Her er listen ifølge De nikænske og post-nikænske fædre:
1. Forbud mod selvkastrering.
2. Minimumstid for katekumet (tid for forberedelse til dåb).
3. Forbud mod at klerke tog imod kvinder i deres hjem, fordi det kunne kaste mistanke om umoral på dem.
4. Biskopper må ordineres i nærvær af mindst tre biskopper og bekræftes af metropolitanen
5. To provinsielle synoder skulle holdes årligt.
6. Alexandria og Rom fik forrang foran andre bispedømmer.
7. Bispedømmet Jerusalem blev indrømmet specielle æresrettigheder.
8. Bestemmelse for at nå til enighed med novatianerne.
9.-14. Bestemmelser for mild procedure overfor dem, som faldet fra under Licinus' forfølgelser.
15.-16. Forbud mod fjernelse af præster fra deres embeder
17. Forbud mod misbrug blandt klerke.
18. Biskopper og præster fik forrang overfor diakoner under modtagelsen af nadveren.
19. Dåb foretaget af kættere erklæres ugyldig.
20. Bestemmelse omkring liturgisk bøn ved pinse.

## Deltagere
Der var tidligere blevet afholdt lokale konciler, men dette var første gang biskopper fra hele kirken skulle samles. Dette var muligt, dels fordi kristendommen var blevet tilladt i romerriget, og dels fordi kejseren stillede postvæsen og transportmidler til disposition. For ham drejede koncilet sig ikke bare om kirkens fremtid, men også om romerrigets. En enhedsreligion ville være en stor fordel.
Biskopper fra alle provinser blev indkaldt. I tillæg hertil kom mindst én biskop fra et område udenfor romerriget: Stratofilus af Pitiunt i Egrisi (i den vestlige del af det nuværende Georgien). 
Antallet af deltagere er noget uklart. Sokrates Scolasticus talte det til 318, mens Eusebius af Cæsarea fik det til 250. De østlige biskopper var i flertal, hvilket var naturligt; kirken var meget større i øst end vest, og Nikæas beliggenhed gjorde det lettere at rejse dertil fra øst. Blandt dem var de tre ærkebiskopper Alexander af Alexandria, Eustathius af Antiokia og Makarios af Jerusalem samt biskopperne Eusebius af Nikomedia og Eusebius af Cæsarea. 
De vestlige provinser sendte kun fem repræsentanter, biskopperne Markus af Calabria, Cecilian af Karthago, Hosius af Cordoba, Nicasius af Dijon og Domus af Stridon. Ingen af biskopperne, hverken fra øst eller vest, rejste alene, så Eusebius fortæller, at der var utallige præster, diakoner og akolytter tilstede. Særlig en af disse assistenter udmærkede sig, nemlig Athanasius, en ung diakon som fulgte Alexander af Alexandria. Han viste sig at være en af de argeste modstandere af arianismen og skulle senere stå centralt i striden med dem.